# مودستو سوروکو
مودستو سوروکو (اسپانیایی: Modesto Soruco‎؛ زادهٔ ۱۲ فوریهٔ ۱۹۶۶) بازیکن فوتبال اهل بولیوی بود.
از باشگاه‌هایی که در آن بازی کرده‌است می‌توان به باشگاه فوتبال بلومینگ اشاره کرد.
وی همچنین در تیم ملی فوتبال بولیوی بازی کرده‌است.